# The Glorias

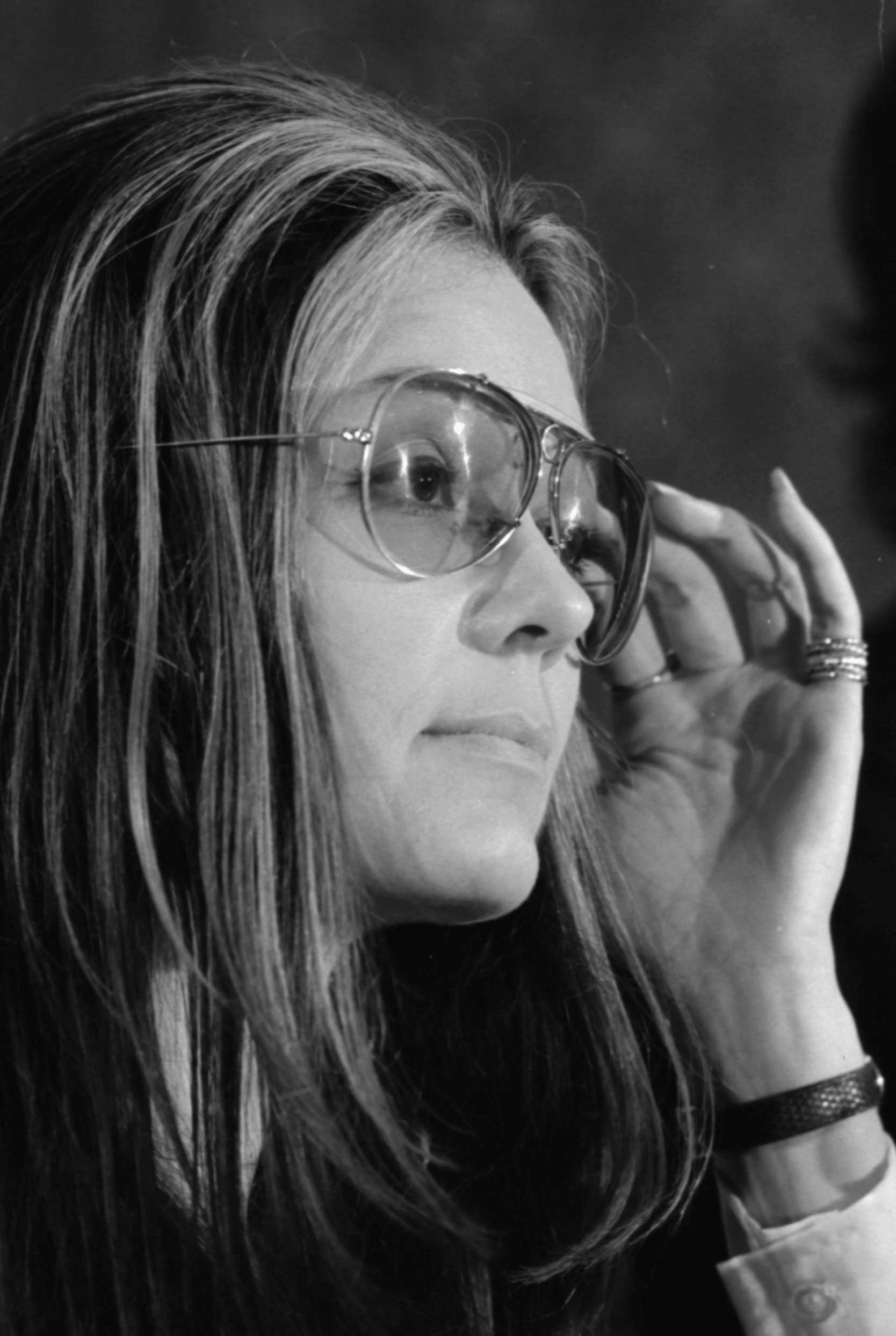
Gloria Steinem (1972)

The Glorias – amerykański film biograficzny z 2020 roku w reżyserii  Julie Taymor. 

## Fabuła
Film biograficzny o życiu i działalności Glorii Steinem, nakręcony na podstawie jej książki My Life on the Road.

## Obsada
- Julianne Moore jako Gloria Steinem
- Alicia Vikander jako młoda Gloria Steinem (20–40 lat)
- Lulu Wilson jako młoda Gloria Steinem
- Bette Midler jako Bella Abzug
- Janelle Monáe jako Dorothy Pitman Hughes
- Ryan Kiera Armstrong jako  młoda Gloria
- Olivia Jordan jako Ruby Brown
- Korbi Dean jako kelnerka
- Alyssa AnnMarie Marquez jako Indianka Cherokee
- Skylar Denney jako lesbijka
- Mina Ownlee jako rdzenna Amerykanka, delegatka
- Jack Caron jako nowojorski przechodzień
- Muretta Moss jako reporterka
- Victoria Petrosky jako Victoria
- Deetta West jako pani Greene
- Alan Cassman jako David Sussman
- Bethany Geaber jako Joanne Edgar
- Jim McKeny jako Saul Bellow
- Crystal Vazquez jako protestująca
- Thomas Clay Strickland jako Reporter
- Stephen Royal Phillips jako oficer policji z Toledo
- Nona Jedelle Cook jako Nona
- Terrence Clowe jako męski fryzjer
- Daniel Grantham Jr. jako protestujący
- Angelique Chase jako Susan Caudill
- Daniel James jako Naysayer
- Krys Palacios jako Rdzenna Amerykanka
- Laken B. Giles jako redaktorka NY Times
- Timothy Hutton jako Leo Steinem
- Lorraine Toussaint jako Flo Kennedy
- Allie McCulloch jako Brenda Feigen
- Jay Huguley
- Bill Winkler jako lekarz Leo
- Charles Green jako Theodore H. White
- Michael Lowry jako przeprowadzający wywiad w studiu
- Katelyn Farrugia jako kobieta z Harvardu
- Kimiko Gelman pani Founder
- Annika Pampel jako Olga
- Chelsea Alana Rivera jako młoda latynoska
- Margo Moorer jako Barbara Jordan
- Sean Hankinson jako producent telewizyjny
- Lynne Ashe jako irlandzka taksówkarka
- Jerri Tubbs jako moderatorka
- Lyndsay Kimball jako kobieta z Harvardu
- Bethany DeZelle jako kobieta z Harvardu
- Olivia Olson jako młoda Susanne Steinem
- Chris Mayers jako prezenter
- Monica Sanchez jako Dolores Huerta